# Peratophyga
Peratophyga là một chi bướm đêm thuộc họ Geometridae.